# Saurita trigutta
Saurita trigutta är en fjärilsart som beskrevs av Druce 1884. Saurita trigutta ingår i släktet Saurita och familjen björnspinnare. Inga underarter finns listade.